# Marcelo Mindlin
Marcos Marcelo Mindlin (La Carlota, Córdoba, 19 de enero de 1964) es un empresario argentino, dueño de Grupo Emes y de Pampa Energía S.A., empresa más grande del sector energético argentino, además de empresas en el rubro de transporte y producción de gas. Actualmente, se desempeña como presidente de la empresa Pampa Energía.

## Biografía
Mindlin nació en La Carlota, provincia de Córdoba, el 19 de enero de 1964. 
Cursó la carrera de Economía en la Facultad de Ciencias Económicas de la Universidad de Buenos Aires (UBA), donde obtuvo su licenciatura en el año 1988. Luego, en el año 1989, obtuvo el máster en Administración de Empresas en la Universidad del CEMA. 
En cuanto a su vida personal, está casado y tiene tres hijos. 

## Inicios
En el año 1989, Mindlin fundó el Grupo Dolphin (luego cambió su nombre a Grupo Emes), donde ocupó el rol de presidente hasta la actualidad. En forma paralela, participó como accionista fundador, vicepresidente y director financiero del Grupo IRSA y Cresud y, desde 1998, de Alto Palermo (APSA), empresas líderes en los sectores inmobiliarios, agropecuarios y de centros comerciales, respectivamente. En el año 2003 vendió su participación de Cresud, IRSA y APSA y, junto a sus socios, desembarcó en el sector energético a través de la compra de las participaciones en Transener y Edenor.

## Pampa Energía
En el 2005, Marcelo Mindlin compró una empresa que cotizaba en la Bolsa de Buenos Aires hacía décadas, pero que no tenía actividad: Frigorífico Pampa. Decidió renombrarla Pampa Holding y unificar los diferentes negocios del área energética. En 2008 pasó a conocerse como Pampa Energía, nombre que conserva en la actualidad. A través de Pampa Energía, Mindlin abordó diferentes proyectos energéticos a lo largo de todo el país: las hidroeléctricas Nihuiles y Diamantes, en Mendoza; y la Central Térmica Güemes, en Salta. A partir del 2007, se sumaron las centrales térmicas Loma de la Lata, ubicada en Neuquén; y Piedra Buena, en Bahía Blanca. Además, se incorporaron tres desarrollos de 100 mw cada uno en varias localidades de la provincia de Buenos Aires. En 2009, Pampa hizo su debut en el NYSE.
Actualmente, Pampa Energía es una de las empresas más importantes del sector energético argentino, participando tanto de la generación y transmisión de energía eléctrica como en la producción y transporte de gas natural y petróleo. 

## Década del 2010
En 2011, Pampa ingresó en la Sociedad controlante de TGS, la transportadora de gas más grande del país, controlando la mitad de su distribución. En mayo de 2016, Pampa adquirió el 67,2% de Petrobras Argentina: durante el resto de ese año, realizó distintas ofertas que finalizaron en la adquisición completa de la empresa.

## Filantropía
Marcelo Mindlin fue presidente de las instituciones judías Tzedaká y de la Jabad Luvatich. El 5 de abril de 2017, Mindlin asumió como presidente del Museo del Holocausto de Buenos Aires, rol que ocupa actualmente.

## Controversias
En el 2013, la Procuraduría de Criminalidad Económica y Lavado de Activos (Procelac) inició una causa contra el dueño de Pampa Energía, para investigar un supuesto lavado de dinero por 107 millones de pesos en la compra del Banco de Servicios y Transacciones, basándose en Reportes de Operaciones Sospechosas (ROS) entregados por el Banco Central a la Unidad de Información Financiera (UIF) entre 2009 y 2010. Fue imputado junto a su hermano Damián Mindlin, a Moisés Smolarz (vicepresidente de la DAIA), Gustavo Mariani, el empresario británico Joseph Lewis, entre otros. El fiscal Patricio Evers dictaminó a favor de impulsar la investigación que quedó a cargo del juez federal Ariel Lijo. Más tarde, en 2014, el magistrado sobreseyó a Marcelo Mindlin.
En 2022, Marcelo fue imputado ante la justicia argentina por supuesta evasión y fraude fiscal durante su participación en Edenor. Se lo acusaba, junto a su hermano Damián Mindlin y a otros 17 ejecutivos, de emitir facturas apócrifas a fin de adulterar libros contables con supuestos gastos de tareas de mantenimiento. La entonces principal hipótesis de la AFIP era que buscaban evadir el Impuesto a las Ganancias por casi $73,4 millones y evitar también el pago del Impuesto al Valor Agregado (IVA) por más de $51,2 millones, entre 2017 y 2018. Hacia finales de ese mismo año, todos los acusados (incluyendo a los hermanos Mindlin) fueron sobreseídos por el juez federal Emiliano Canicoba.

## Premios y reconocimientos
- Premio Fortuna 2016[31][32]